# Tratado de Lutácio
O Tratado de Lutácio foi um tratado de paz firmado entre Cartago e Roma em 241 a.C. que encerrou a Primeira Guerra Púnica depois de 23 anos de conflito. A maior parte da guerra foi travada na ilha da Sicília e arredores; em 241 a.C., uma frota cartaginesa foi derrotada por uma frota romana comandada por Caio Lutácio Cátulo enquanto tentava furar o bloqueio de suas últimas bases na ilha. O Senado Cartaginês aceitou a derrota e ordenou que Amílcar Barca, seu comandante militar na Sicília, negociasse um tratado de paz sob quaisquer termos que conseguisse. Amílcar se negou e deixou a tarefa para seu subordinado Giscão, o comandante de Lilibeu. Um rascunho foi rapidamente concordado, mas acabou rejeitado quando foi enviado para Roma para ratificação.
Os romanos então enviaram uma comissão para resolver a questão. Foi concordado que Cartago entregaria os territórios que ainda mantinha na Sicília, abriria mão de vários arquipélagos próximos e libertaria todos os prisioneiros romanos sem pedidos de resgate, porém pagamentos de resgate seriam necessários para garantir a libertação de prisioneiros cartagineses mantidos por romanos. Além disso, o pagamento de uma indenização de 3,2 mil talentos de prata, equivalente a aproximadamente 82 toneladas, ocorreria no decorrer de dez anos. O tratado recebeu seu nome do vitorioso Caio Lutácio Cátulo, que também negociou seu esboço inicial.
Cartago, enquanto recuperava-se de uma feroz e difícil guerra civil que ocorreu após a Primeira Guerra Púnica, preparou em 237 a.C. uma expedição para reconquistar a ilha da Sardenha, que tinha sido perdida para os rebeldes. Entretanto, os romanos afirmaram cinicamente que considerariam isso um ato de guerra. Seus termos de paz eram a entrega da Sardenha e da Córsega mais o pagamento adicional de 1,2 mil talentos de prata, aproximadamente trinta toneladas. Cartago estava enfraquecida por trinta anos contínuos de guerra e concordou com os termos em vez de entrar em mais um conflito contra Roma. O pagamento extra e a renúncia da Córsega e Sardenha foram adicionados ao Tratado de Lutácio.

## Fontes primárias

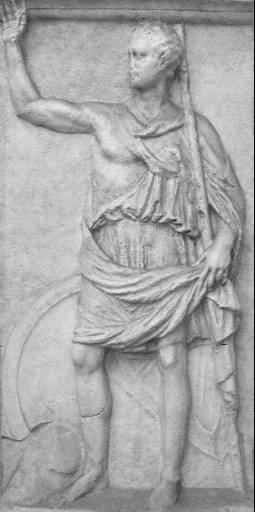
Estela de Políbio, historiador grego

## Primeira Guerra Púnica

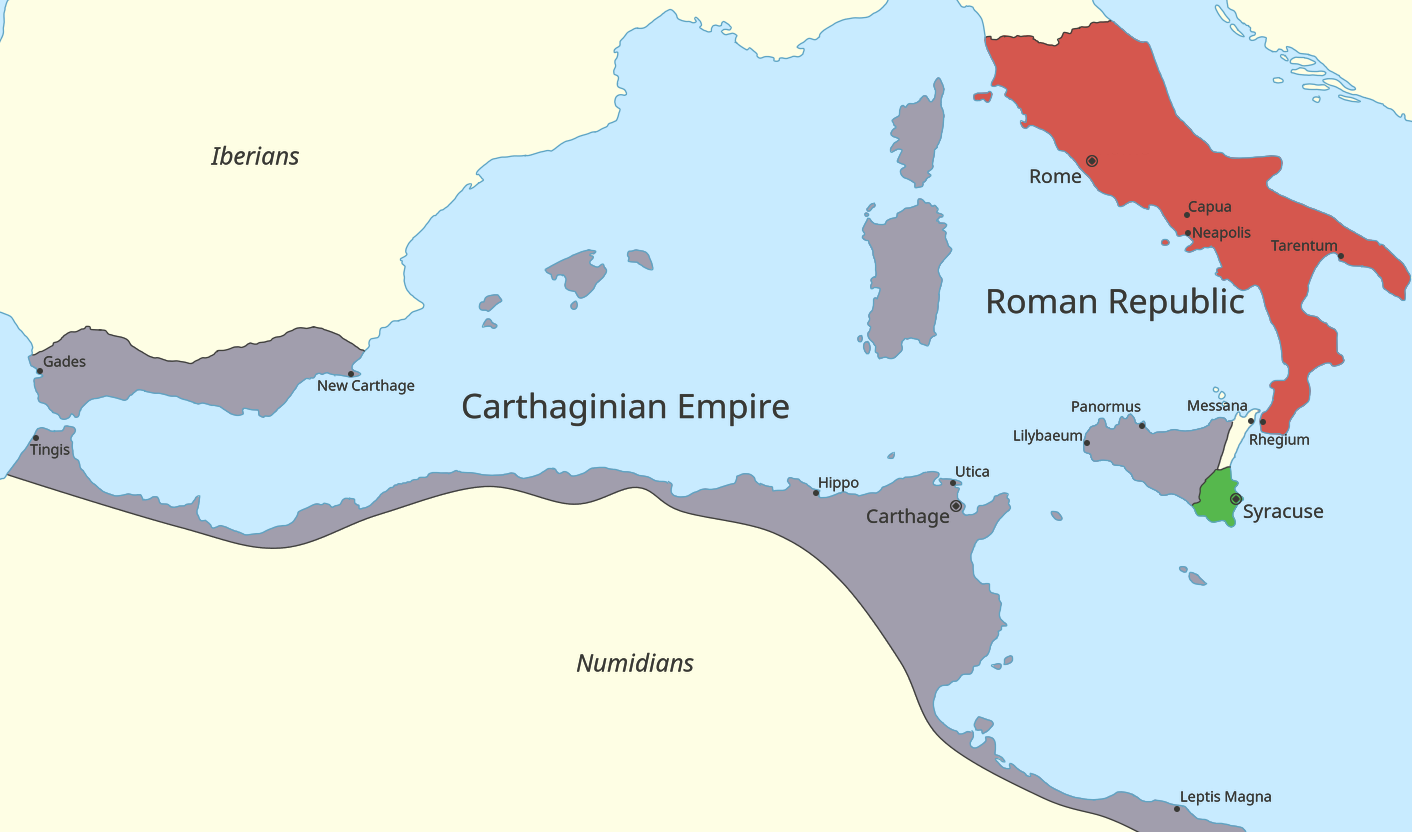
Territórios controlados por Roma e Cartago antes do início da Primeira Guerra Púnica

## Tratado

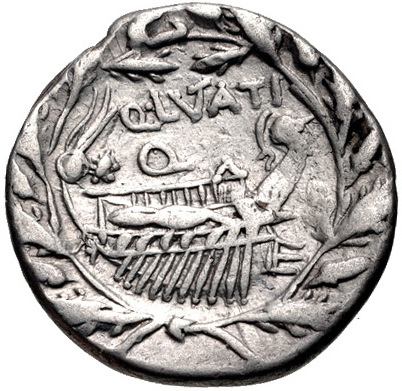
Moeda romana de referindo-se à vitória de Cátulo; ela mostra um navio de guerra dentro de uma coroa de louros

### Sardenha e Córsega

O Mediterrâneo Ocidental após, com o território cedido à Roma por Cartago em rosa